# 20th Century Limited

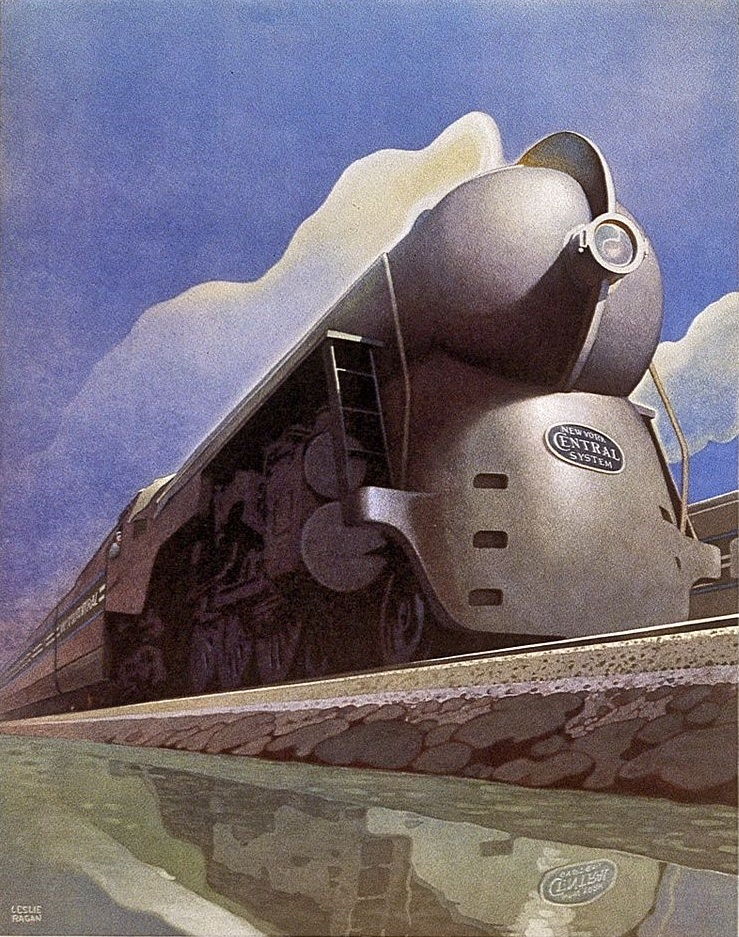
Diese Werbegrafik von Leslie Ragan (1897–1972) zur Einführung des von Henry Dreyfuss gestalteten Stromlinienzuges wurde von der New York Central ab 1938 publizistisch verwendet und trug zur hohen Bekanntheit der Hudson-Lokomotive J-3a und des 20th Century Limited bei.

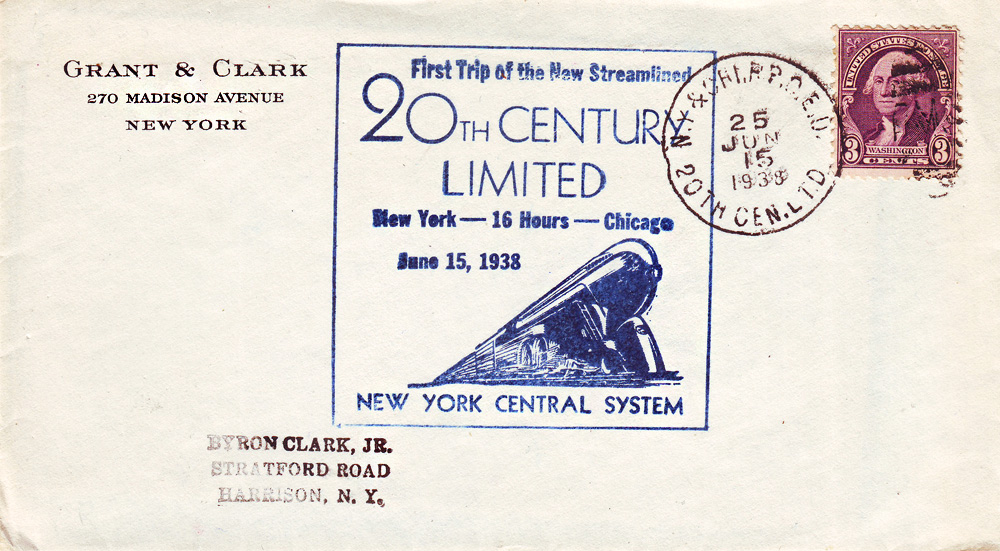
Auch die Bahnpost des 20th Century Limited, hier mit Tages- und Sonderstempel der ersten Fahrt als Stromlinienzug vom 15. Juni 1938, verwendete die stilisierte Form der J-3a

Der 20th Century Limited war ein von 1902 bis 1967 durch die New York Central Railroad (NYC) betriebener luxuriöser Nacht-Reisezug zwischen New York (Grand Central Terminal) und Chicago (LaSalle Street Station).

## Anspruch
In der selbstbewussten Namensgebung spiegelt sich der hohe Qualitätsanspruch der NYC wider, dass ihr Zug hinsichtlich Fahrzeit und Komfort als DER „Schnellzug des 20. Jahrhunderts“ angesehen würde. Tatsächlich entwickelte sich der 20th Century Limited nach seiner Betriebsaufnahme am 17. Juni 1902 in einer immerhin 65-jährigen Betriebsgeschichte zum „berühmtesten Zug der Welt“ und galt als „nationale Institution“, wie die New York Times anlässlich seiner letzten Fahrt, wenige Monate vor dem Ende der New York Central Railroad, am 2. Dezember 1967 resümierte.
Der Zug diente auch stets zur Abgrenzung gegen die konkurrierenden Pennsylvania Railroad (PRR) und deren „Broadway Limited“. Dieser musste eine anspruchsvoller trassierte Strecke über die Allegheny Mountains (Appalachen-Gebirge) nehmen. Die New York Central propagierte deshalb für ihr Nachtzugangebot den Werbeslogan „The Water-Level Route: You Can Sleep!“ (deutsch: Die Wasserspiegel-Linie: Sie können schlafen!). Kurz vor Chicago trafen zwischen Elkhart und Englewood die beiden mehrgleisigen Hauptstrecken von NYC und PRR aufeinander, wo sich mitunter auf dem nebeneinander verlaufenden Streckenabschnitt spektakuläre Parallelfahrten zwischen 20th Century Limited und Broadway Limited ergaben.

## Betrieb
Der westwärts fahrende Century führte stets die Zugnummer 25 und verließ New York täglich um 18 Uhr, während der Gegenzug wegen des Zeitzonenübergangs bereits um 16 Uhr in Chicago startete und die Nr. 26 führte. Der Century nutzte die Vorteile der steigungsarmen „Water-Level Route“ (deutsch: Wasserspiegel-Linie) von New York durch das breite Flusstal das Hudson River bis Albany, entlang des Mohawk River Richtung Buffalo und südlich des Erieseeufers. In Abständen von ca. 65 km konnten die Dampflokomotiven über Kanäle („Track Pans“) zwischen den Schienen während der Fahrt neues Wasser aufnehmen. Unmittelbar vor dem Zweiten Weltkrieg legte der Zug die 1.542 km lange Strecke – einschließlich mehrerer Zwischenhalte – mit einer Durchschnittsgeschwindigkeit von 97 km/h in 16 Stunden zurück, was über lange Abschnitte den Lokomotiven Geschwindigkeiten im Bereich von 160 km/h und darüber hinaus abverlangte.
Zwischenfälle
- Am 13. Dezember 1909 war der 20th Century Limited in einen schweren Unfall verwickelt. Durch den Fehler eines Mitarbeiters in einem Stellwerk fuhr der ostwärts fahrende Zug mit einer Geschwindigkeit von knapp 100 km/h auf einen stehenden Personenzug auf. Es gab eine große Zahl von Todesopfern.[1]
- Am 4. Juli 1910 kam es zu einem weiteren schweren Unfall: Der 20th Century Limited stieß während einer Umleitung frontal mit einem Güterzug zusammen. 20 Menschen starben.[2]
- 1943 explodierte der Kessel der Lokomotive eines 20th Century Limited von Chicago nach New York in voller Fahrt bei einer Geschwindigkeit von 115 km/h. Lokomotive, Schlepptender und 11 Personenwagen entgleisten.[3]

## Fahrzeuge

### Lokomotiven
Ab dem 15. Juni 1938 wurde der 20th Century Limited als Stromlinienzug betrieben. Sowohl die Stromlinienverkleidung der für den anspruchsvollen Century-Einsatz weiterentwickelten Super Hudsons der NYC-Klasse J-3a als auch die Gestaltung der entsprechenden Personenwagen ging auf Entwürfe des Industriedesigners Henry Dreyfuss zurück. Die markante Silhouette der Stromlinienlokomotiven wurde zu einem populären Motiv in vielen zeitgenössischen Werbeanzeigen, -plakaten und Publikationen und machte den Century zu einer Stilikone des Art déco und die J-3a zu einer der bekanntesten Lokomotiven Amerikas.
Bereits kurz nach dem Zweiten Weltkrieg ersetzten dieselelektrische Lokomotiven der E-Serie von EMD die Hudson-Dampflokomotiven, deren gesamte Flotte komplett verschrottet wurde.

### Wagen
Die von Pullman gebauten und betriebenen Schlafwagen boten ihren zahlungskräftigen Fahrgästen eine erstklassige Ausstattung. Zum besonderen Service des Century zählten bereits bei seiner Einführung ein an Bord befindlicher Friseursalon und ein Zugsekretariat für die Geschäftsreisenden. Vor Bereitstellung des Zuges in der New Yorker Grand Central Station an Gleis 27 (später 34) wurde stets ein roter Teppich ausgerollt. Viele Prominente, Schauspieler, Politiker und Geschäftsleute nutzen den Zug.
Im September 1948 weihte General Dwight D. Eisenhower den vollständig aus Neubauwagen gebildeten 20th Century Limited-Stromlinienzug der nächsten Generation ein. Wie beim Vorgängerzug von 1938 basierten wiederum die gesamte Innenausstattung wie das äußere Design auf Entwürfen von Henry Dreyfuss.

## Wissenswert
Ein Teil der Handlung des Films Napoleon vom Broadway (Original-Titel: Twentieth Century) spielt im Zug 20th Century Limited. Weiter kommt er in den Hitchcock-Filmen North by northwest und  Spellbound vor.

## Bildergalerie

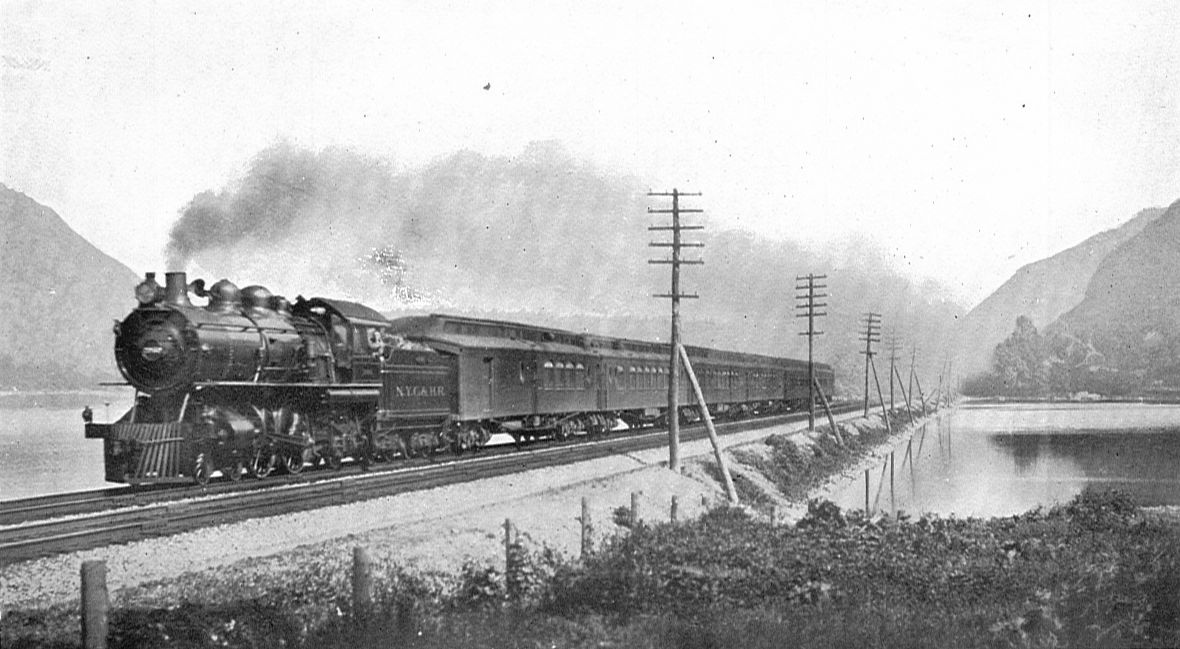
Anfang des 20. Jahrhunderts wurden Atlantic-Lokomotiven vor dem 20th Century Limited eingesetzt.
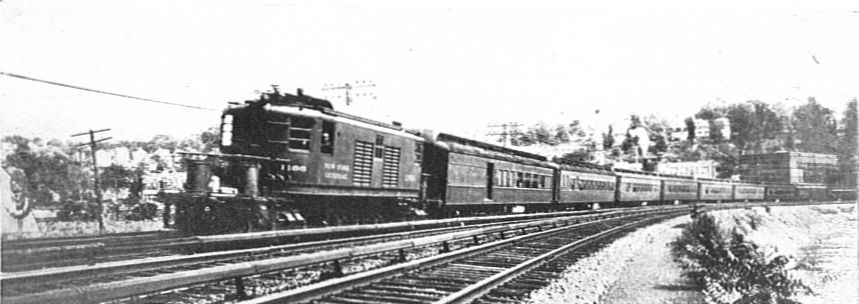
Seit 1913 befuhr der 20th Century Limited wie alle Züge die ersten 57 km von New York City bis Harmon unter elektrischer Traktion.
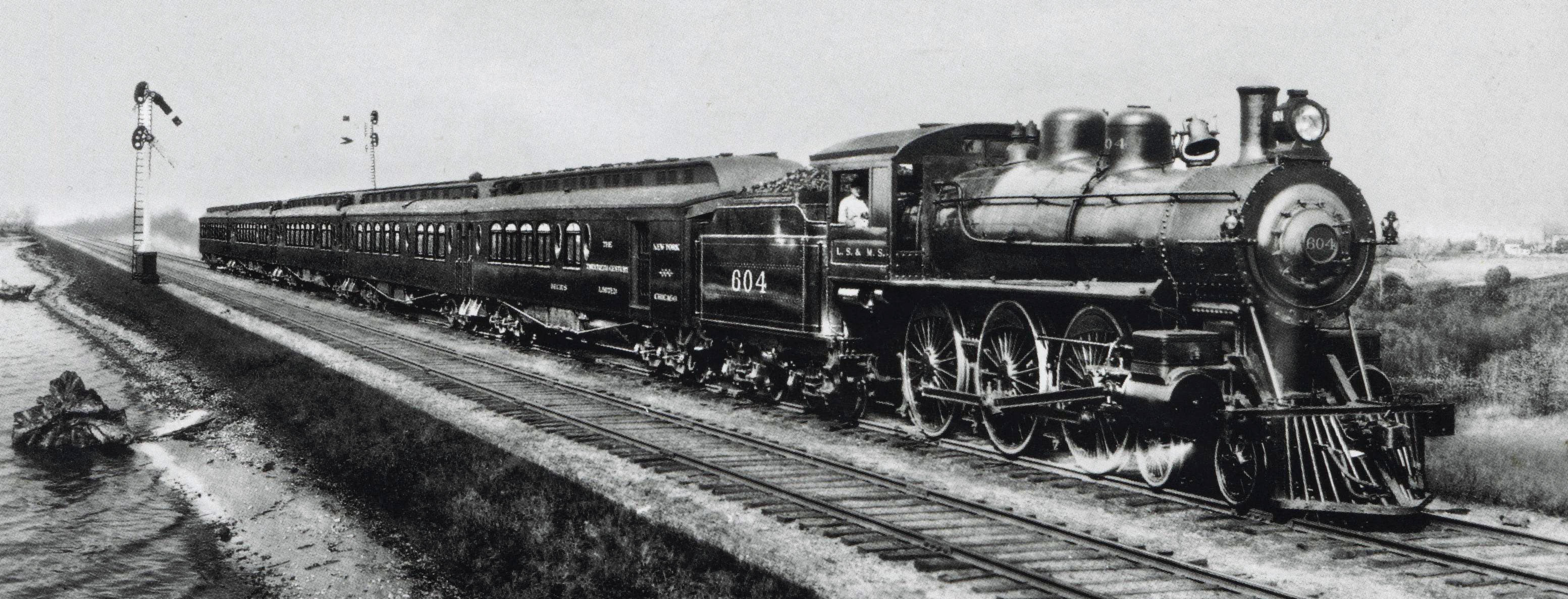
Um 1920 bespannt die New York Central den 20th Century Limited üblicherweise mit Pacific-Lokomotiven.
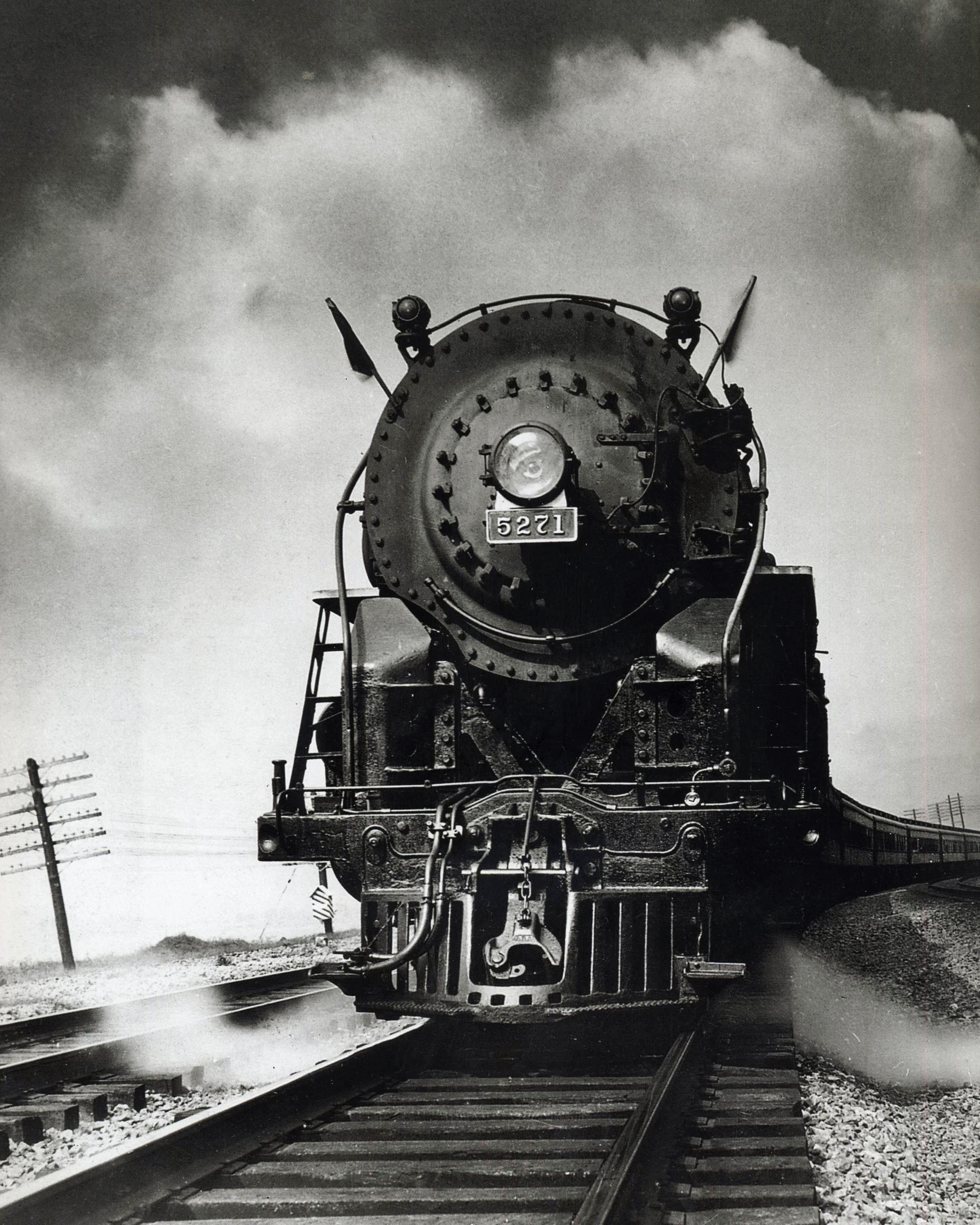
Ab 1928 beförderten die bei der New York Central entwickelten Hudson-Lokomotiven den 20th Century Limited.
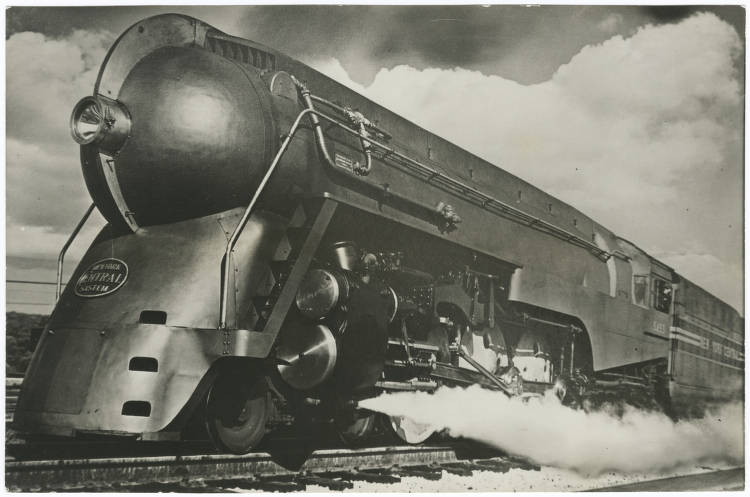
1938 beginnt mit den „Super Hudson“-Dampfloks für den 20th Century Limited seine neue Ära als Stromlinienzug.
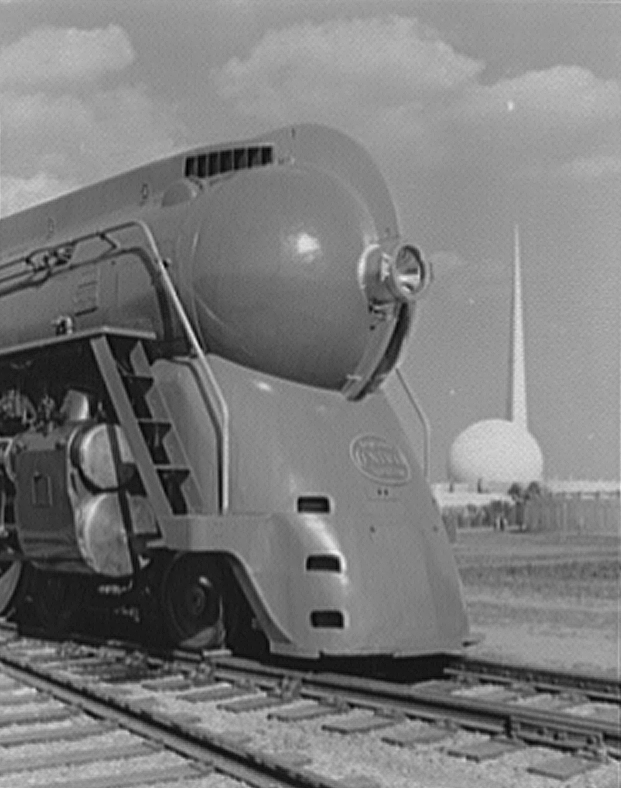
Das „Bullet“-Design von Henry Dreyfuss macht die mit Stromlinienverkleidung bestückten J-3a Dampfloks unverwechselbar.
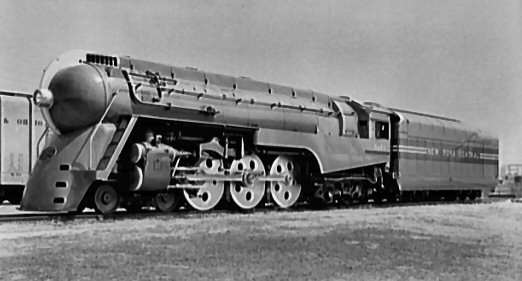
Eine für den 20th Century Limited verkleidete Stromlinienlokomotive ist 1939 zu Gast auf der New Yorker Weltausstellung.
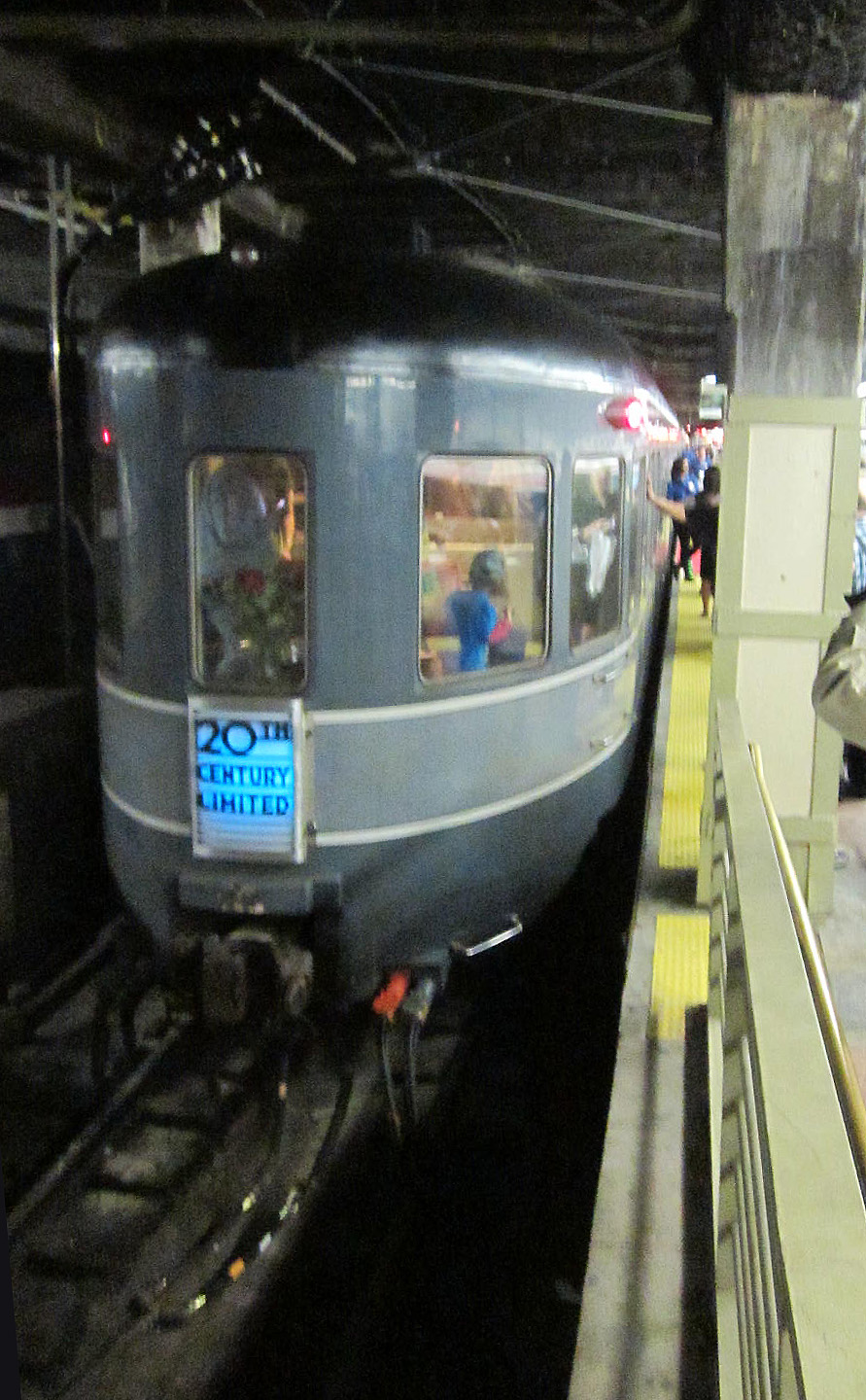
100 Jahre nach der ersten Fahrt des 20th Century Limited wird der 1948 gebaute Schlusswagen Hickory Creek…
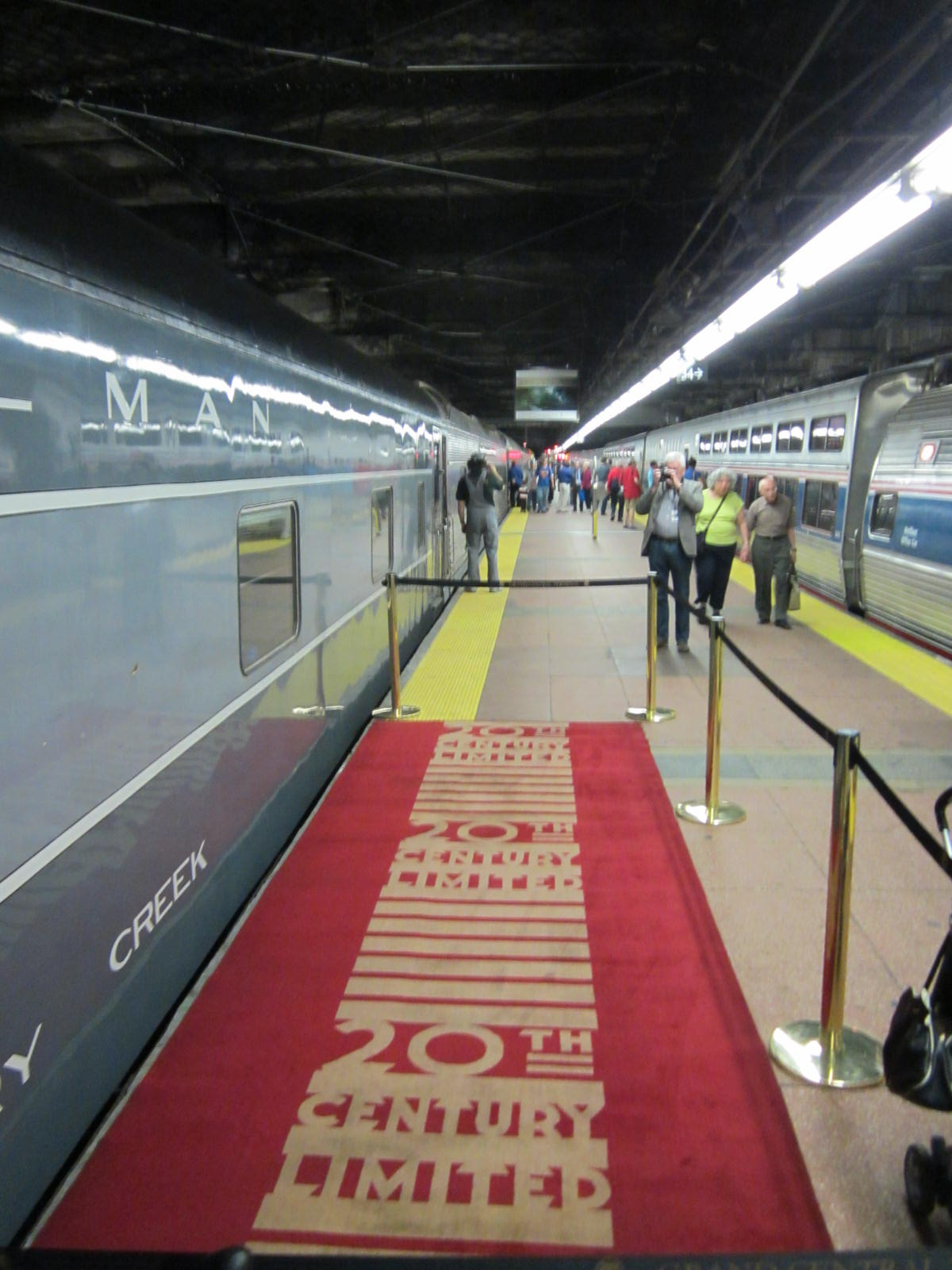
...zusammen mit einem Stück vom historischen roten Teppich im New Yorker Grand Central Terminal ausgestellt.